# Karate na Igrzyskach Europejskich 2015
Karate na Igrzyskach Europejskich 2015 – podczas rozgrywanych w Baku pierwszych igrzysk europejskich 96 sportowców rywalizowało w 12 konkurencjach. Zawody odbyły się w dniach 13–14 czerwca w Bakı Kristal Zalı (Bakijskiej Kryształowej Hali).

## Kwalifikacje
Każdy kraj mógł być reprezentowany przez co najwyżej jednego uczestnika w jednej konkurencji.
System kwalifikacji oparto na Mistrzostwach Europy, które rozegrano w marcu 2015 roku – miejsce na Igrzyskach zagwarantowało sobie sześciu najlepszych zawodników w każdej konkurencji. Dodatkowe miejsca otrzymał gospodarz imprezy, Azerbejdżan, zaś ostatnich 12 miejsc przyznano w taki sposób, by w zawodach uczestniczyć mogli sportowcy z jak największej liczby krajów.

## Rezultaty

### Kobiety
| Konkurencja               | Złoto                | Srebro                  | Brąz              |
| Kata (szczegóły)          | Sandra Sánchez Jaime | Sandy Scordo            | Dilara Bozan      |
| do 50 kg (szczegóły)      | Serap Özçelik        | Bettina Plank           | Alexandra Recchia |
| do 55 kg (szczegóły)      | Emily Thouy          | Jelena Kovačević        | İlahə Qasımova    |
| do 61 kg (szczegóły)      | Lucie Ignace         | Merve Çoban             | Ana Lenard        |
| do 68 kg (szczegóły)      | Iryna Zarećka        | Alisa Theresa Buchinger | Marina Raković    |
| powyżej 68 kg (szczegóły) | Maša Martinović      | Meltem Hocaoğlu         | Iwanna Zajcewa    |

### Mężczyźni
| Konkurencja               | Złoto                | Srebro          | Brąz               |
| Kata (szczegóły)          | Damian Hugo Quintero | Mattia Busato   | Mehmet Yakan       |
| do 60 kg (szczegóły)      | Firdofsi Fərzəliyev  | Luca Maresca    | Emił Pawłow        |
| do 67 kg (szczegóły)      | Burak Uygur          | Steven Da Costa | Niyazi Əliyev      |
| do 75 kg (szczegóły)      | Rafael Ağayev        | Luigi Busa      | Erman Eltemur      |
| do 84 kg (szczegóły)      | Ayxan Mamayev        | Jorgos Dzanos   | Uğur Aktaş         |
| powyżej 84 kg (szczegóły) | Enes Erkan           | Jonathan Horne  | Martin Nestorowski |

## Tabela medalowa
| Miejsce | Państwo            | Złoto | Srebro | Brąz | Razem |
| ------- | ------------------ | ----- | ------ | ---- | ----- |
| 1       | Azerbejdżan        | 4     | 0      | 2    | 6     |
| 2       | Turcja             | 3     | 2      | 4    | 9     |
| 3       | Francja            | 2     | 2      | 1    | 5     |
| 4       | Hiszpania          | 2     | 0      | 0    | 2     |
| 5       | Chorwacja          | 1     | 1      | 1    | 3     |
| 6       | Włochy             | 0     | 3      | 0    | 3     |
| 7       | Austria            | 0     | 2      | 0    | 2     |
| 8       | Grecja             | 0     | 1      | 0    | 1     |
| 8       | Niemcy             | 0     | 1      | 0    | 1     |
| 10      | Macedonia Północna | 0     | 0      | 2    | 2     |
| 11      | Czarnogóra         | 0     | 0      | 1    | 1     |
| 11      | Rosja              | 0     | 0      | 1    | 1     |
| Razem   | Razem              | 12    | 12     | 12   | 36    |